# Adam Adamandy Kochański
Adam Adamandy Kochański IPA: [ˈadam adaˈmandɨ kɔˈxaj̃ski] () (Adam Adamandus Kochański), poljski matematik, fizik, urar, pedagog in knjižničar, * 5. avgust 1631, Dobrzyń nad Vislo, Krona kraljevine Poljske (sedaj Poljska), † 17. maj 1700, Teplice, Kraljevina Češka (sedaj Češka).
Kochański je bil dolgoletni predavatelj na Jezuitskem kolegiju v Varšavi in dvorni matematik Jana III. Sobieskega.

## Življenje
Šolanje je začel na srednji šoli v Torunju, 24. avgusta 1652 pa je vstopil v jezuitski noviciat v Vilni. Študiral in diplomiral je iz filozofije na Univerzi v Vilni (tedaj imenovani Akademija v Vilni). Tam je študiral tudi matematiko, fiziko in teologijo. O teh temah je nato predaval na več evropskih univerzah: v Firencah, Pragi, Olomucu, Vroclavu, Mainzu, Würzburgu in Vilni.
Leta 1655 je pobegnil pred Rusi iz Vilne in preko Ogrske in Avstrije dosegel Würzburg. Nato je odšel v Mainz, kjer je v letih 1657–1660 predaval matematiko, v letih 1661–1664 pa je nadaljeval teološki študij. Leta 1665 je postal predavatelj matematike na Jezuitskem kolegiju v Firencah. V letih 1673–1676 je predaval v Pragi in Olomucu, nato pa je nekaj časa ostal v Vroclavu.
Leta 1680 je sprejel ponudbo poljskega kralja Jana III. Sobieskega in se vrnil na Poljsko ter prevzel mesto kraljevega kaplana, matematika, urarja, knjižničarja in učitelja kraljevega sina Jakuba (in malo pozneje njegova brata Aleksandra in Konstanta).
Od leta 1698 do smrti se je zdravil v Teplicah na Češkem. Ko je umrl 16. ali 17. maja 1700, so ga najverjetneje pokopali v tamkajšnji palačni cerkvi ali v jezuitski cerkvi v bližnjem Chomutovu.

## Znanstveno delo
Napisal je veliko znanstvenih člankov, predvsem o matematiki in mehaniki, pa tudi o fiziki, astronomiji in filozofiji. Kot matematik je prispeval k ravninski geometriji (planimetriji), predvsem k problemom klasičnih geometrijskih konstrukcij. Njegovo najbolj znano delo, Ciklometrična opazovanja, prilagojena za lažjo prakso (Observationes Cyclometricae ad facilitandam Praxin accomodatae), je posvečeno kvadraturi kroga in je bilo objavljeno leta 1685 v vodilni znanstveni reviji tistega časa, Acta Eruditorum. S svojo konstrukcijo je našel tudi slavni približek števila {\displaystyle \pi \!\,}, ki se sedaj imenuje približek Kochańskega, in je točen na štiri decimalke:
{\displaystyle {\begin{aligned}\pi &\approx {\sqrt {4+(3-\operatorname {tg} \,30^{\circ })^{2}\ }}={\sqrt {{\frac {40}{3}}-2{\sqrt {3}}\ }}={\frac {1}{3}}{\sqrt {120-18{\sqrt {3}}\ }}\\&=[3;7,15,3,1,1,1,10,1,8,1,2,3,2,13,2,11,1,7,6,11,2,11,1,46,2,1,1,6,8,2,16,1,63,\cdots ]\\&=\left\{3,{\frac {22}{7}},{\frac {333}{106}},{\frac {1021}{325}},{\frac {1354}{431}},{\frac {2375}{756}},{\frac {3729}{1187}},{\frac {39665}{12626}},{\frac {43394}{13813}},{\frac {386817}{123130}},{\frac {430211}{136943}},{\frac {1247239}{397016}},\ldots \right\}\\&=3{,}14153\ 33387\ 05094\ 61863\ 63982\ 21964\ 62407\ 1199\ldots \!\,.\end{aligned}}}
Njegova konstrukcija predstavlja približen način rektifikacije kroga, to je določitev odseka z dolžino, ki je enaka obsegu kroga. Absolutna vrednost razlike med številom {\displaystyle \pi \!\,} in približkom (relativna napaka) je po njegovi konstrukciji enaka:
{\displaystyle \left|\pi -{\sqrt {{\frac {40}{3}}-2{\sqrt {3}}\ }}\right|=0{,}00005\ 93148\ 84698\ 61982\ 62451\ 61314\ 87881\ 2998\ldots \!\,.}
Ukvarjal se je tudi z magičnimi kvadrati, kar se lahko uvrsti med prispevke k algebri.
Sodeloval je in si dopisoval z mnogimi znanstveniki, med njimi z Johannesom Hevelom in Gottfriedom Wilhelmom Leibnizem (več kot 40 pisem). Očitno je bil edini od sodobnih Poljakov, ki je poznal elemente na novo izumljenega infinitezimalnega računa.
V tehniki se je ukvarjal predvsem z urarstvom, tako solarnim kot mehanskim. Kot mehanik je bil priznan urar. Leta 1659 je predlagal zamenjavo nihala mehanske ure z regulacijsko vzmetjo in standardizacijo števila obratov nemirk na uro. S tem je predvidel Huygensov izum spiralne tehtnice leta 1675. Leta 1667 je izdelal uro z magnetnim nihalom. Skupaj s Hevelom je leta 1684 izdelal masivno in bogato okrašeno sončno uro na steni kraljeve rezidence v Palači v Wilanówu. Kot astronom je zagovarjal heliocentrizem.:252
Proti koncu življenja, ko je živel na Češkem, je delal tudi na problematiki perpetuuma mobilea.

## Izbrana bibliografija
- ——— (1661), Analecta mathematica, Würzburg. Izdano pri Schott, K., Cursus mathematicus. Naslednji izdaji Frankfurt 1674, Bamberg 1677
- ——— (1687), Mirabilia chronometrica, Mainz. Izdano kot IX. knjiga dela Schott, K., Technica curiosa sive Mirabilia artis.
- ——— (1681–1696), Matematične, fizikalne in astronomske razprave: 
 Solutio theorematum...; 
 Consideratio speciminis Libri de momentis gravium authore J. F. V. Lucensi (1685); 
 Considerationes et observationes physico-mathematicae circa diurnam telluris vertiginem...; 
 Grammicae rationes cyclometricae ad usus mechanicos; Novum genus perpendiculi pro horologii rotatis...; 
 Considerationes quaedam circa quadrata et cubos magicos, nec non aliquos problemata... (1686); 
 Mensurae universales magnitudinum ac temporum; Mercurii in sole anno 1690... visi observationes, Leipzig: Acta Eruditorum
- ——— (1685), »Observationes Cyclometricae ad facilitandam Praxin accomodatae«, Acta Eruditorum, Leipzig, 4: 394–398
- ——— (2003), Opuscula, Krakov: Wyższa Szkoła Filozoficzno-Pedagogiczna „Ignatianum”, Wydawnictwo WAM